# Hydrocynus
Hydrocynus és un gènere de peixos pertanyent a la família dels alèstids. És un endemisme del continent africà.

## Etimologia
Del grec hydro (aigua) + kyon (gos).

## Taxonomia
- Hydrocynus brevis (Günther, 1864)[4]
- Hydrocynus forskahlii (Cuvier, 1819)[5][6][7]
- Hydrocynus goliath (Boulenger, 1898)[8]
- Hydrocynus somonorum (Daget, 1954)
- Hydrocynus tanzaniae (Brewster, 1986)[9]
- Hydrocynus vittatus (Castelnau, 1861)[10][11][12][13][14][15][16][17][18][19][20][21][22][23][24]